# Еюп-султан (Тельфс)
Еюп-султан (нім. Eyüp-Sultan-Moschee) — мечеть в австрійському місті Тельфс, побудована в 1998-2006. Є другою мечеттю в Австрії після відкритого в 1979 Ісламського центру Відня.

## Будівництво
Будівництво почалося в 1998, а офіційне відкриття відбулося в 2006. Спочатку планувалося побудувати мінарет заввишки 29 метрів, але після протесту немусульманської частини міста Тельфс ухвалено рішення про будівництво 15-метрового мінарету. Під час реєстрації мечеті у всіх документах було прописано, що на мінареті не будуть встановлені динаміки і муедзін не має права закликати на молитву з мінарету. Суперечка навколо мінарета в Тельфсі стала відома у всій Австрії і стала темою для великої кількості статей і доповідей.